# Ginásio do Centro de Desportos Olímpicos de Nanjing
O Ginásio do Centro Olímpico de Desportos de Nanjing (Chinês Simplificado: 南京奥林匹克体育中心体育馆) é uma arena indoor em Nanjing, na China. A arena é principalmente usada para desportos como o basquetebol ou a patinagem artística no gelo. A infraestrutura tem uma capacidade de 13.000 lugares sentados e foi aberta em 2005. Está localizada perto do Centro Olímpico de Desportos de Nanjing.